# Brownington, Vermont
Brownington är en kommun (town) i Orleans County i delstaten Vermont, USA. Vid folkräkningen år 2000 bodde 885 personer på orten. Den har enligt United States Census Bureau en area på totalt 73,6 km², varav 0,4 km² är vatten.

## Kända personer från Brownington
- Portus Baxter, politiker